# 아브로 벌컨

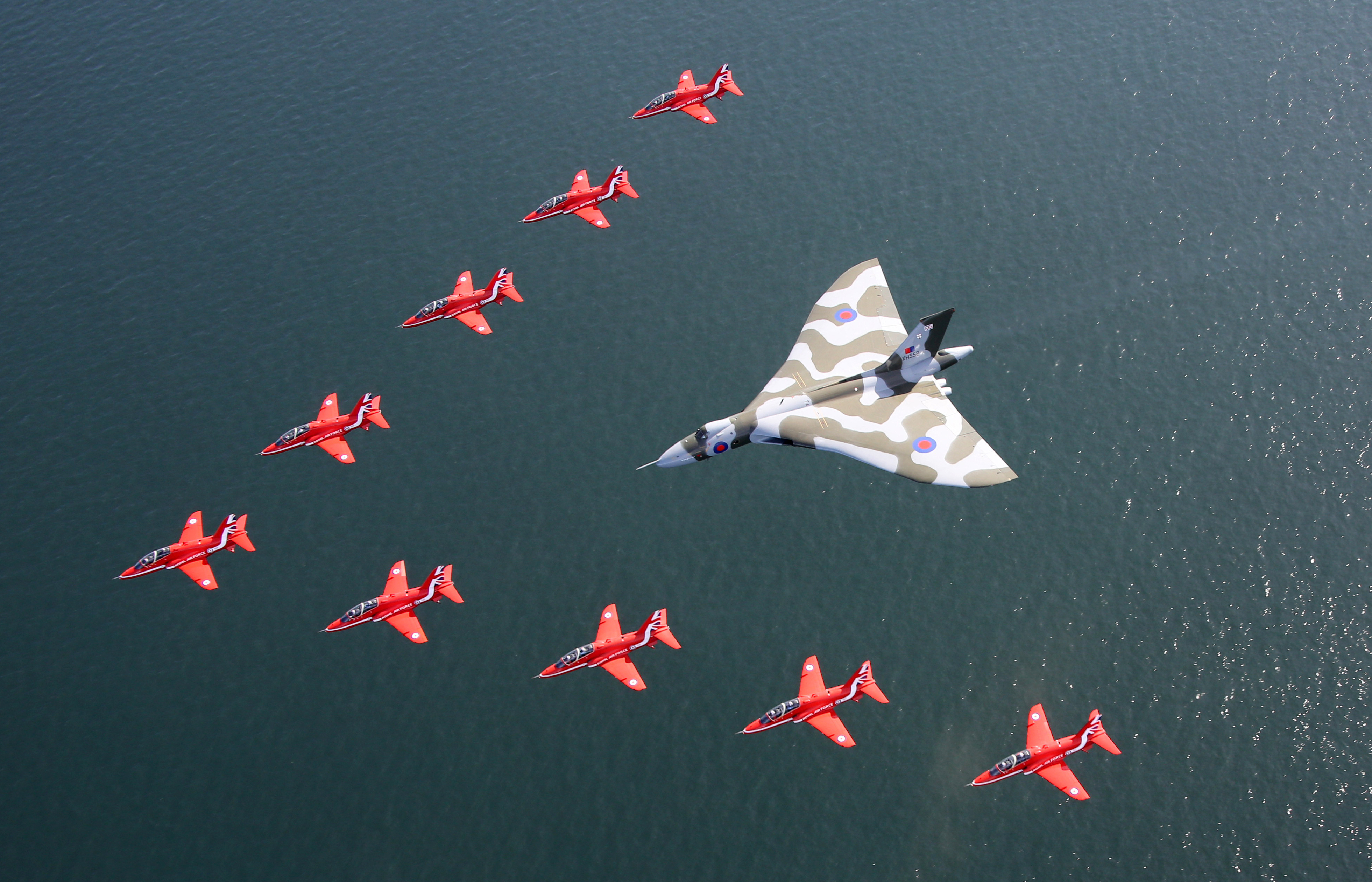
2015년 레드 애로우 곡예비행단과 아브로 벌컨 전략핵폭격기

아브로 벌컨(Avro Vulcan)은 영국 아브로사가 제작한 영국 공군의 전략폭격기이다. V 폭격기로 불렸다.

## 역사
제트 엔진 4개를 장착한 최대이륙중량 76-93톤의 삼각익기인 전략핵폭격기이다. 한국의 F-15K가 제트 엔진 2개를 장착한 최대이륙중량 37톤의 폭격기이므로, 대략 2배 크기이다.
9.5톤의 폭탄을 장착하고 유사시 모스크바를 핵공격하는 것이 주임무였다. 한국의 F-15K는 10.5톤의 폭탄을 장착한다.

## 프랑스
영국의 90톤 아브로 벌컨 삼각익기 전략핵폭격기와 같은 임무를 띤 동시대의 프랑스 핵폭격기는 다소 미라주 IV 전폭기이다. 한국의 F-15K과 거의 똑같은 제원인데 삼각익기인 점만 다르다. 즉, 2인승, 제트엔진 2개, 최대이륙중량 37톤 정도이다. 다소 미라주 IV는 유사시 아브로 벌컨과 같은 임무인, 모스크바를 핵공격하기 위해 개발되었다. 아브로 벌컨이 아음속인데, 다소 미라주 IV와 F-15K는 초음속 핵공격 능력을 갖고 있다.

## 제원 (Vulcan B.1)
일반 특성
- 승무원: 5 명 (조종사, 부조종사, AEO, 항법레이다, Navigator Plotter)
- 길이: 97 ft 1 in (29.59 m)
- 날개폭: 99 ft 5 in (30.3 m)
- 높이: 26 ft 6 in (8.0 m)
- 날개면적: 3,554 ft² (330.2 m²)
- 경하중량: 83,573 lb (승무원 탑승시) (37,144 kg)
- 최대이륙중량: 170,000 lb (77,111 kg)
- 엔진: 4 × 브리스톨 올림푸스 101, 또는 102 또는 104 터보젯, 11,000 lbf (49 kN) 각각

성능
- 최고속도: 마하 0.96 (645 mph ( 1038.03km/h)), 고고도 비행시
- 순항속도: 마하 0.86 (567 miles per hour (912 km/h)), 고도 45,000 feet (14,000 m)
- 항속거리: 2,607 mi (4,171 km)
- 운용고도: 55,000 ft (17,000 m)
- 추력대중량비: 0.31

무장
- 21 × 1,000 pounds (454 kg) 재래식 폭탄
- 1 x 블루 다뉴브 핵폭탄
- 1 x Violet Club 400 kt 핵폭탄
- 1 x 미국 마크 5 핵폭탄, 무게 1톤, 폭발력 120 kt
- 1 x 옐로우 선 Mk.1 400 kt 핵폭탄
- 1 x 옐로우 선 Mk 2 1.1 Mt 핵폭탄
- 1 x Red Beard 핵폭탄
- 1 x WE.177B 낙하산 핵폭탄, 무게 457 kg, 폭발력 450 kt

## 같이 보기
- 보잉 B-47 스트래토젯
- 핸들리 페이지 빅터
- 투폴레프 Tu-16
- 빅커스 발리언트